# سسکک سیرالئون
سسکک سیرالئون (نام علمی: Schistolais leontica) نام یک گونه از تیره سبدنشینان است.